# Djuptjärnen (Orsa socken, Dalarna, 677864-145932)
Djuptjärnen är en sjö i Orsa kommun i Dalarna och ingår i Dalälvens huvudavrinningsområde. Sjön har en area på 0,138 kvadratkilometer och ligger 308,4 meter över havet.

## Delavrinningsområde
Djuptjärnen ingår i det delavrinningsområde (677789-145751) som SMHI kallar för Mynnar i Arvån. Medelhöjden är 344 meter över havet och ytan är 10,03 kvadratkilometer. Det finns inga avrinningsområden uppströms utan avrinningsområdet är högsta punkten. Vattendraget som avvattnar avrinningsområdet har biflödesordning 4, vilket innebär att vattnet flödar genom totalt 4 vattendrag innan det når havet efter 376 kilometer. Avrinningsområdet består mestadels av skog (64 procent) och sankmarker (27 procent). Avrinningsområdet har 0,14 kvadratkilometer vattenytor vilket ger det en sjöprocent på 1,4 procent.